# Burgemeester Wallerweg
De Burgemeester Wallerweg is een straat in de Nederlandse plaats Houten. De straat loopt vanaf het Plein en de "Lobbendijk" tot aan De Poort en "Vikingenpoort". Er bevinden zich enkele monumentale huizen, een restaurant en een werkplaats aan de Burgemeester Wallerweg.
Zijstraten van de Burgemeester Wallerweg zijn de Herenweg, "Prinses Beatrixweg" en de "Wethouder van Rooijenweg". Aan de Burgemeester Wallerweg 9 zit ook een afhaalchinees met de naam "Ho Dun" wat Houten betekent.
De naam van deze weg is op 23 oktober 1925 door het gemeentebestuur vastgesteld. Eerder heette de weg de Prinsenweg. Aanleiding was het stoppen eerder dat jaar van burgemeester Waller. De weg die hij 48 jaar aflegde tussen zijn huis en het gemeentehuis kreeg als eerbetoon zijn naam.

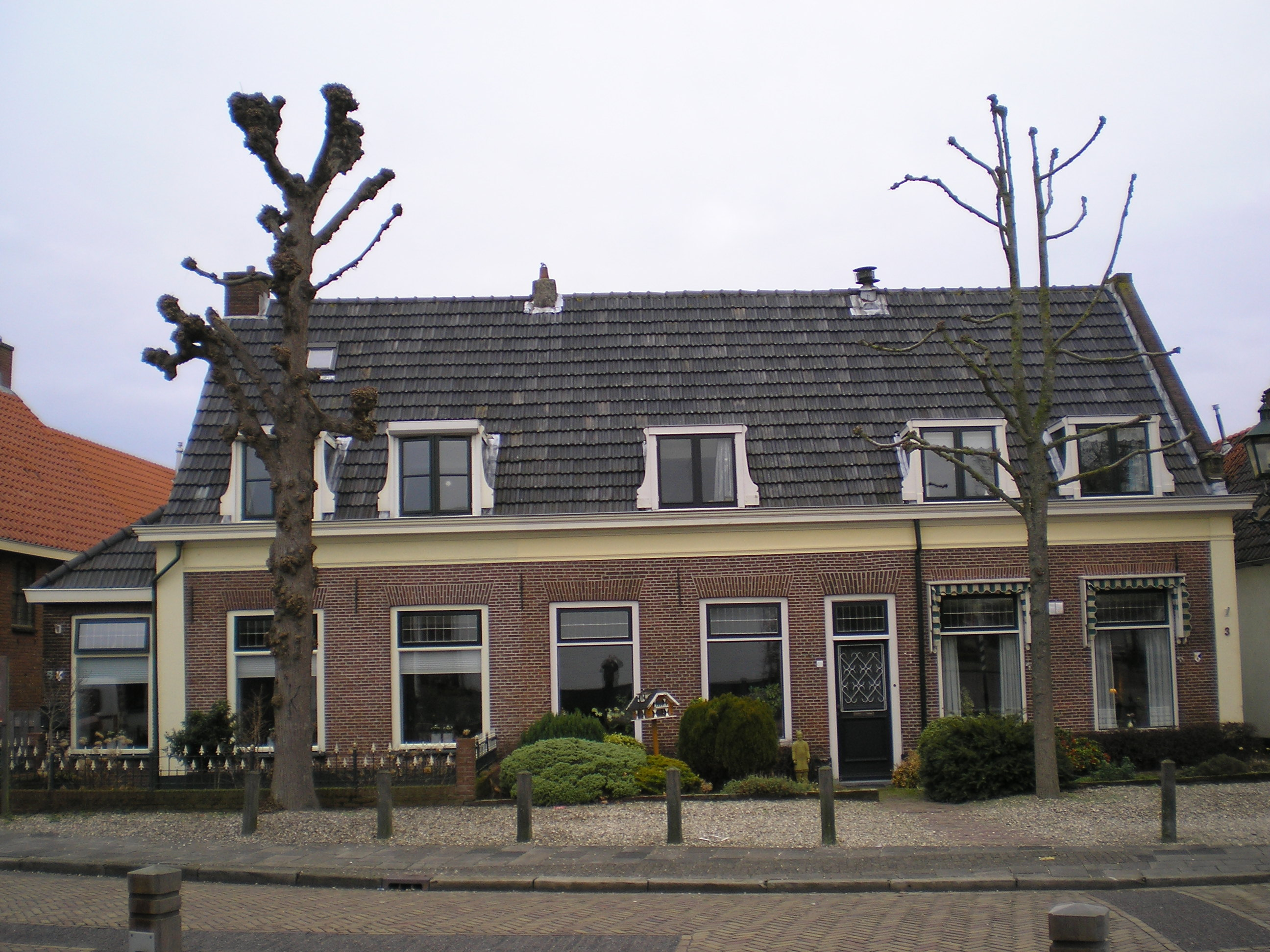
Burgemeester Wallerweg 3-3a en 5 te Houten (rijksmonument)
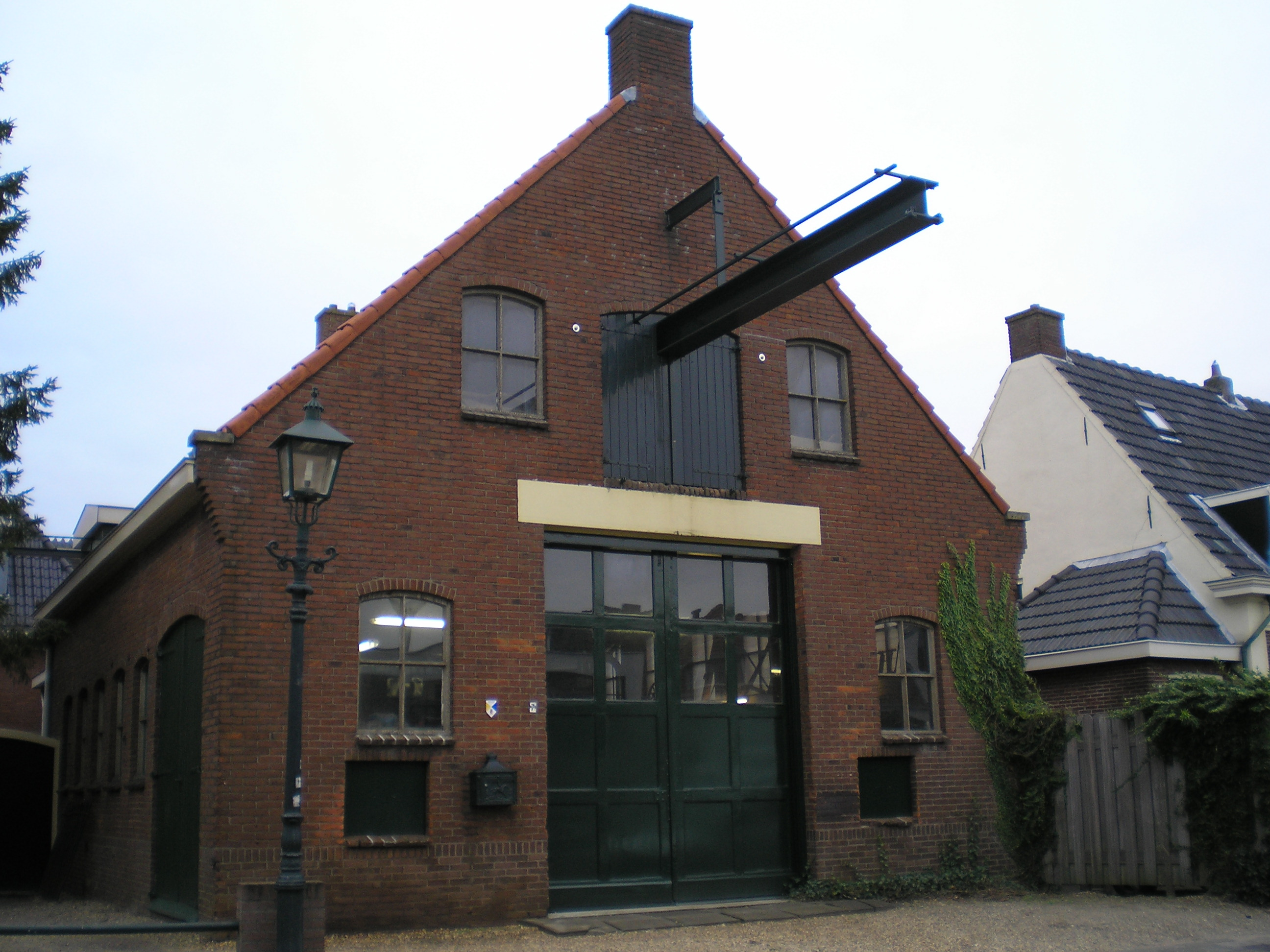
Wagenmakerij van Verweij aan de Burgemeester Wallerweg 7 te Houten (monument)

Beusichemseweg ·
Burgemeester Wallerweg ·
De Poort ·
Heemsteedseweg ·
Herenweg ·
Houtensewetering ·
Koningin Julianastraat ·
Loerikseweg ·
Lupine-oord ·
Notengaarde ·
Oud Wulfseweg ·
Plein ·
Prins Bernhardweg ·
Staatsspoor ·
Stationserf ·
Tiellandtspad ·
Vlierweg ·
Weteringhout